# 4. pehotni polk (ZDA)
4. pehotni polk je pehotni polk Kopenske vojske ZDA, ki je bil ustanovljen leta 1792 in je aktiven še danes.